# Треугольное число
Треугольное число — один из классов фигурных многоугольных чисел, определяемый как число точек, которые могут быть расставлены в форме правильного треугольника. Как видно из рисунка, {\displaystyle n}-е треугольное число {\displaystyle T_{n}} — это сумма {\displaystyle n} первых натуральных чисел:
{\displaystyle {\begin{aligned}T_{1}&=1&=&\ 1\\T_{2}&=1+2&=&\ 3\\T_{3}&=1+2+3&=&\ 6\\T_{4}&=1+2+3+4&=&\ 10\\\end{aligned}}}
и т. д. Общая формула для {\displaystyle n}-го по порядку треугольного числа:
{\displaystyle T_{n}={\frac {1}{2}}n(n+1),\;n=1,2,3\dots };
Последовательность треугольных чисел {\displaystyle T_{n}} бесконечна. Она начинается так:
1, 3, 6, 10, 15, 21, 28, 36, 45, 55, 66, 78, 91, 105, 120 … (последовательность A000217 в OEIS)
Часть источников начинает последовательность треугольных чисел с нуля, которому соответствует номер {\displaystyle n=0.}
Треугольные числа играют значительную роль в комбинаторике и теории чисел, они тесно связаны с многими другими классами целых чисел.

## Свойства
Рекуррентная формула для n-го треугольного числа:
{\displaystyle T_{n}=T_{n-1}+n}.
Следствия ({\displaystyle n>1}):
{\displaystyle T_{n+1}=T_{n-1}+2n+1}.
{\displaystyle T_{n+1}+T_{n-1}=2T_{n}+1}.
{\displaystyle T_{2n-1}=3T_{n-1}+T_{n}} (см. рисунок слева).
{\displaystyle T_{2n}=3T_{n}+T_{n-1}}. (см. рисунок справа).
Ещё две формулы легко доказать по индукции:
{\displaystyle T_{m+n}=T_{m}+T_{n}+mn}
{\displaystyle T_{mn}=T_{m}T_{n}+T_{m-1}T_{n-1}}
Все треугольные числа, кроме 1 и 3, составные. Никакое треугольное число не может в десятичной записи заканчиваться цифрой {\displaystyle 2,4,7,9.} Чётность элемента последовательности меняется с периодом 4: нечётное, нечётное, чётное, чётное.
Третья сбоку линия (диагональ) треугольника Паскаля состоит из треугольных чисел.
Сумма конечного ряда треугольных чисел вычисляется по одной из формул:
{\displaystyle S_{m-1}=1+3+6+\dots +{\frac {(m-1)m}{2}}={\frac {m^{3}-m}{6}}}
или:
{\displaystyle S_{m}=1+3+6+\dots +{\frac {m(m+1)}{2}}={\frac {m(m+1)(m+2)}{6}}}
Ряд из чисел, обратных треугольным, сходится (см. Телескопический ряд):
{\displaystyle 1+{1 \over 3}+{1 \over 6}+{1 \over 10}+{1 \over 15}+\dots =2\sum _{n=1}^{\infty }\left({1 \over n}-{1 \over n+1}\right)=2}

## Критерий треугольности числа
Натуральное число {\displaystyle x} является треугольным тогда и только тогда, когда число {\displaystyle 8x+1} является полным квадратом.
В самом деле, если {\displaystyle x} треугольное, то {\displaystyle 8x+1=8{\frac {n(n+1)}{2}}+1=4n^{2}+4n+1=(2n+1)^{2}.} Обратно, число {\displaystyle 8x+1} нечётно, и если оно равно квадрату некоторого числа {\displaystyle a,} то {\displaystyle a} тоже нечётно: {\displaystyle a=2n+1,} и мы получаем равенство: {\displaystyle 8x+1=(2n+1)^{2}=4n^{2}+4n+1,} откуда: {\displaystyle x={\frac {n(n+1)}{2}}} — треугольное число ■.
Следствие: номер числа {\displaystyle x} в последовательности треугольных чисел определяется формулой:
{\displaystyle n={\frac {{\sqrt {8x+1}}-1}{2}}.}

## Применение
Треугольные числа возникают во многих практических ситуациях.
Как биномиальный коэффициент {\displaystyle T_{n}=C_{n+1}^{2}} число {\displaystyle T_{n}} определяет число сочетаний для выбора двух элементов из {\displaystyle n+1} возможных.
Если {\displaystyle n} объектов попарно соединить отрезками, то число отрезков (число рёбер полного графа) будет выражаться треугольным числом:
{\displaystyle T_{n-1}={\frac {n(n-1)}{2}}}
Это видно из того, что каждый из {\displaystyle n} объектов соединяется с остальными {\displaystyle n-1}  объектами, так что получается {\displaystyle n(n-1)} соединений, однако при таком учёте каждое соединение засчитывается дважды (с двух разных концов), так что результат надо разделить пополам.
Аналогично максимальное количество рукопожатий для {\displaystyle n} человек или количество шахматных партий в турнире с {\displaystyle n} участниками равны {\displaystyle T_{n-1}.} Из тех же соображений можно заключить, что число диагоналей в выпуклом многоугольнике с {\displaystyle n} сторонами (n>3) равно:
{\displaystyle T_{n-2}-1={\frac {n(n-3)}{2}}}
Максимальное количество {\displaystyle p} кусков, которое можно получить с помощью {\displaystyle n} прямых разрезов пиццы (см. рисунок справа), равно {\displaystyle T_{n}+1} (см. Центральные многоугольные числа, последовательность A000124 в OEIS).
Известное в мистике «число зверя» (666) является 36-м треугольным. Оно является наименьшим треугольным числом, которое представимо в виде суммы квадратов треугольных чисел: {\displaystyle 666=15^{2}+21^{2}.}
Четвёртое треугольное число 10 (тетраксис) пифагорейцы считали священным, определяющим гармонию вселенной — в частности, соотношения музыкальных интервалов, смену времён года и движение планет.

## Связь с другими классами чисел
Любое {\displaystyle k}-угольное число {\displaystyle P_{n}^{(k)}\;(k\geqslant 3,n>1)} может быть выражено через треугольные:
{\displaystyle P_{n}^{(k)}=n+(k-2){\frac {n(n-1)}{2}}=(k-3)T_{n-1}+T_{n}}
Сумма двух последовательных треугольных чисел — это квадратное число (полный квадрат), то есть:
{\displaystyle T_{n-1}+T_{n}=n^{2}\;} (формула Теона Смирнского.
Примеры:
| 6 + 10 = 16 |  |  | 10 + 15 = 25 |  |
Обобщением этой формулы является формула Никомаха — для любого {\displaystyle k\geqslant 3} разность между {\displaystyle (k+1)}-угольным и {\displaystyle k}-угольным числами с одним и тем же номером есть треугольное число:
{\displaystyle P_{n}^{(k+1)}-P_{n}^{(k)}=T_{n-1}}
Предыдущая формула получается при {\displaystyle k=3.}
Существует единственная пифагорова тройка, состоящая из треугольных чисел:
{\displaystyle \{T_{132},T_{143},T_{164}\}=\{8778,10296,13530\}.}
Среди треугольных чисел существуют числа-палиндромы, то есть числа, которые одинаковы при чтении их слева направо и справа налево (последовательность A003098 в OEIS):
{\displaystyle 1,3,6,55,66,171,595,666,3003,5995,8778,\dots }
Существует бесконечно много треугольных чисел, которые одновременно являются квадратными («квадратные треугольные числа»): {\displaystyle 1,36,1225,41616,1413721\dots } (последовательность A001110 в OEIS).
Треугольное число может также быть одновременно
- пятиугольным (последовательность A014979 в OEIS):

1, 210, 40755, 7906276, 1533776805, 297544793910, 57722156241751, 11197800766105800, 2172315626468283465…;
- шестиугольным (все треугольные числа с нечётным номером);
- семиугольным (последовательность A046194 в OEIS):

1, 21, 11781, 203841, 113123361, 1957283461, 1086210502741, 18793835590881, 10429793134197921, 180458407386358101…
и т. д. Неизвестно, существуют ли числа, одновременно треугольные, квадратные и пятиугольные; проверка на компьютере чисел, меньших {\displaystyle 10^{22166},} не обнаружила ни одного подобного числа, однако не доказано, что таковых не существует.
Четыре треугольных числа {\displaystyle 1,3,15,4095} являются одновременно числами Мерсенна (последовательность A076046 в OEIS) (см. уравнение Рамануджана — Нагеля).
Пять чисел {\displaystyle 1,10,120,1540,7140} (и только они) одновременно треугольные и тетраэдральные (последовательность A027568 в OEIS).
Четыре числа {\displaystyle 1,55,91,208335} одновременно треугольные и квадратные пирамидальные (последовательность A039596 в OEIS).
Никакое натуральное число, кроме 1, не может быть одновременно:
- треугольным и кубическим;
- треугольным и биквадратным[19];
- треугольным и пятой степенью целого числа[17];

Каждое чётное совершенное число является треугольным.
Любое натуральное число представимо в виде суммы не более трёх треугольных чисел. Утверждение впервые сформулировал в 1638 году Пьер Ферма в письме к Мерсенну без доказательства, впервые доказано в 1796 году Гауссом.
Квадрат n-го треугольного числа является суммой кубов первых {\displaystyle n} натуральных чисел (тождество Никомаха). Следствие: разность квадратов двух последовательных треугольных чисел дает кубическое число. Например, {\displaystyle 15^{2}-10^{2}=125=5^{3}.}

## Производящая функция
Степенной ряд, коэффициенты которого — треугольные числа, сходится при {\displaystyle |x|<1}:
{\displaystyle {\frac {x}{(1-x)^{3}}}=T_{1}x+T_{2}x^{2}+T_{3}x^{3}+\dots +T_{n}x^{n}+\dots }
Выражение слева является производящей функцией для последовательности треугольных чисел.

## Вариации и обобщения
Вариацией треугольных чисел являются центрированные треугольные числа.
Понятие плоского треугольного числа можно обобщить на три и более измерений. Пространственным их аналогом служат тетраэдральные числа, а в произвольном {\displaystyle d}-мерном пространстве можно определить гипертетраэдральные числа:
{\displaystyle T_{n}^{[d]}={\frac {(n-1+d)!}{(n-1)!\ d!}}}
Их частным случаем выступают:
- {\displaystyle T_{n}^{[2]}} — треугольные числа.
- {\displaystyle T_{n}^{[3]}} — тетраэдральные числа.
- {\displaystyle T_{n}^{[4]}} — пентатопные числа.

Ещё одним обобщением треугольных чисел являются числа Стирлинга второго рода:
{\displaystyle T_{n}=S(n+1,n)}